# Comodo Time Machine
COMODO Time Machine — програма для повернення системи, що дозволяє користувачеві швидко повернути комп'ютер до попередньої миті часу. Знімок системи Comodo Time Machine являє собою повну копію системи, включаючи системні файли, реєстр і призначені для користувача дані.

## Можливості програми
- Створення знімків системи за розкладом.
- Відновлення системи при неможливості завантаження ОС.
- Швидке повне повернення системи (включаючи дані користувача).
- Відновлення користувацьких файлів зі знімків системи.
- Повернення і створення знімків з завантажувальної консолі.
- Монтування знімків системи як окремих розділів.
- Перемикання між знімками системи.
- Робота через командний рядок.

## Системні вимоги
Операційна система: Windows 7 / Vista / XP SP2 / Server 2003 / Server 2008 (крім Server 2008 Core)
Оперативна пам'ять: 128 MB RAM
Вільний простір на жорсткому диску: 4 GB (мінімум) / 10 GB (рекомендовано)